# 光州世界盃競技場
光州世界盃競技場（：／ Gwangju Woldeukeop Gyeonggijang）是位於韓國光州廣域市的足球場。這亦是2002年世界盃的其中一個比賽場地。球場現為K聯賽球隊光州FC的主場。
為了紀念2002年世界盃中帶領地主韓國隊成功打敗西班牙隊，前進至於本場館舉行的準決賽的時任足球代表隊教頭胡斯·希丁克，當局也把本場館稱為古斯希丁克體育場。
第二十八屆夏季世界大學運動會於2015年7月3日至7月14日在韓國光州市舉行。光州世界盃競技場為開閉幕式、田徑項目舉行的場館。

## 足球比賽

### 2002年國際足總世界盃
| 日期          | 時間  | 第一隊伍 | 比數                      | 第二隊伍   | 回合 | 觀眾數目 |
| ------------- | ----- | -------- | ------------------------- | ---------- | ---- | -------- |
| 2002年6月2日  | 20:30 | 西班牙   | 3–1                       | 斯洛維尼亞 | B组  |          |
| 2002年6月4日  | 15:30 | 中國     | 0–2                       |            | C组  |          |
| 2002年6月21日 | 20:30 | 西班牙   | 0–0 (延長賽) (3–5 PK大戰) |            | 八強 |          |

## 外部連結
- 光州世界盃競技場（页面存档备份，存于）

| 前任： 喀山體育場 喀山 | 夏季世界大學生運動會 開閉幕式 2015 | 繼任： 臺北田徑場 臺北 |

35°08′01.2″N 126°52′29.5″E / 35.133667°N 126.874861°E